# Tutela judicial efectiva
La tutela judicial efectiva es uno de los derechos reconocidos con el rango de fundamental en Ecuador y España.
En España está reconocido por el artículo 24.1 de la Constitución Española. Sistemáticamente, dicho artículo se encuentra ubicado en la Sección 1º ("De los Derechos Fundamentales y las libertades públicas"), del Capítulo II "(derechos y libertades)", del Título I (De los derechos y deberes fundamentales).
En Ecuador, tomando en consideración la legislación de dicho país, la tutela judicial efectiva la encontramos tipificado como un derecho de jerarquía constitucional, tipificado en el artículo 75, del capítulo octavo, (Derechos de Protección), del Título II (Derechos).

## Ecuador

### Ámbito constitucional
Dentro del ordenamiento jurídico de Ecuador, se establece que todos los ciudadanos nacionales o extranjeros tienen garantizados el acceso a la tutela judicial efectiva, estipulando para ellos la orden de que los juzgadores nunca dejen en estado de indefensión a las personas, y cumplan con los demás principios establecidos en la legislación ecuatoriana. 
La Constitución de la República del Ecuador dispone en su artículo 75:

Toda persona tiene derecho al acceso gratuito a la justicia y a la tutela efectiva, imparcial y expedita de sus derechos e intereses, con sujeción a los principios de inmediación y celeridad; en ningún caso quedará en indefensión. El incumplimiento de las resoluciones judiciales será sancionado por la ley.
Constitución de la República (2008), artículo 75

Esta disposición constitucional ya estuvo vigente anteriormente en la derogada Constitución de 1998, en donde -en su artículo 24, numeral 17- se estipulaba de manera similar que toda persona tendría derecho al acceso a los órganos judiciales y a obtener de ellos la tutela efectiva, imparcial y expedita de sus derechos e intereses, sin que en caso alguno quede en indefensión. Agregaba de igual manera que el incumplimiento de las resoluciones judiciales sería sancionado por la ley.

### Evolución de la interpretación de la tutela efectiva en el país
El artículo 11, inciso 3 de la Constitución de la República del Ecuador, manifiesta que el Estado será responsable por, entre otras cosas, violación del derecho a la tutela judicial efectiva, y por las violaciones de los principios y reglas del debido proceso; por lo que este derecho o cualquier otro derecho constitucional será plenamente justiciable, por lo cual, no podrá alegarse falta de norma expresa para justificar violación.
Como lo manifiestan los artículos antes mencionados, la tutela judicial debe ser siempre efectiva; si no lo es, deja de ser tutela. 
El doctor Jorge Zavala Egas en su libro Introducción al COGEP manifiesta que la tutela judicial efectiva es un derecho fundamental de defensa o de protección de toda persona, con capacidad o sin esta, contra la injerencia de cualquier extraño, fundamentalmente el poder público, en su ámbito jurídico. Por lo antes mencionado podemos establecer que es un derecho fundamental, con el cual al exigir la tutela judicial efectiva, para que sus derechos no sean lesionados y en caso de serlos, pueden los ciudadanos salvaguardar sus derechos, así como sus intereses; ya que para la tutela judicial efectiva es inherente el acceso a la justicia, en un proceso a cargo de un juez imparcial que impida la indefensión del sujeto procesal y este reciba un sentencia motiva en derecho. 
El artículo 23 del Código Orgánico de la Función Judicial ecuatoriano, establece que la Función Judicial, por intermedio de las juezas y jueces, tiene el deber fundamental de garantizar la tutela judicial efectiva de los derechos declarados en la Constitución y en los instrumentos internacionales de derechos humanos o establecidos en las leyes. Un elemento implícito en la tutela judicial efectiva es la calidad de las decisiones judiciales, ya que es una garantía que se hace efectiva en la motivación bien fundamentada de la decisión del juez. 
Según el doctor Miguel Hernández Terán en su libro La Tutela Judicial Efectiva como Instrumento Esencial de la Democracia, la decisión judicial como núcleo de la tutela judicial efectiva no debe de ser sólo correcta en lo de fondo sino también, y con carácter prioritario, en su fundamentación. La tutela judicial efectiva no es otra cosa que el derecho a la jurisdicción, que es el desarrollo del derecho al debido proceso, con el cual se regula las etapas del procedimiento, es decir; el acceso a la administración de justicia, el acceso a una defensa técnica, derecho a ser oído, derecho a la prueba, sentencia motiva, derecho a la interposición de recursos, así como el derecho a la ejecución de sentencia. Cumplidos todos estos derechos, es cuando se hace efectivo el derecho constitucional a la tutela judicial efectiva. 

## España

### Contenido
El Artículo 24 de la Constitución dice así:

1. Todas las personas tienen derecho a obtener la tutela efectiva de los Jueces y Tribunales en el ejercicio de sus derechos e intereses legítimos, sin que en ningún caso pueda producirse indefensión
2. Asimismo, todos tienen derecho al Juez ordinario predeterminado por la ley, a la defensa y asistencia de letrado, a ser informados de la acusación formulada contra ellos, a un proceso público sin dilaciones indebidas y con todas las garantías, a utilizar los medios de prueba pertinentes para su defensa, a no declarar contra sí mismos, a no confesarse culpables y a la presunción de inocencia.
La ley regulará los casos en que, por razón de parentesco y secreto profesional, no se estará obligado a declarar sobre hechos presuntamente delictivos.
Constitución española, Artículo 24

Art. 75.- Toda persona tiene derecho al acceso gratuito a la justicia y a la tutela efectiva, imparcial y expedita de sus derechos e intereses, con sujeción a los principios de inmediación y celeridad; en ningún caso quedará en indefensión. El incumplimiento de las resoluciones judiciales será sancionado por la ley.
Constitución de la República del Ecuador 2008

#### Desarrollo del contenido

##### Derecho de acceso libre a la jurisdicción
De acuerdo con la Jurisprudencia del Tribunal Constitucional, el derecho a la tutela judicial efectiva comprende el derecho de toda persona a ser parte en un proceso, y a poder promover en su marco la actividad jurisdiccional que desemboque en una decisión judicial sobre las pretensiones deducidas. Eso incluye el derecho a la justicia gratuita para aquellas personas, nacionales o extranjeras, que acrediten insuficiencia de medios para litigar.

##### Derecho a la motivación de la resolución de fondo
Es también característica propia de la tutela judicial efectiva, que implique el derecho de todo actor o demandante a obtener una resolución sobre el fondo (cuando sea posible, ya que cabe la posibilidad de inadmisión) del proceso, jurídicamente motivada, a través de su formulación en los fundamentos de derecho de la resolución. En consecuencia, supondrá una violación de este derecho aquella resolución que revele una evidente contradicción interna entre los fundamentos jurídicos, o entre éstos y el fallo (incongruencia: otorgar más de lo solicitado por el actor, conceder menos de lo admitido por el demandado y resolver algo distinto de lo pedido).

##### Derecho a ejercitar los recursos legalmente previstos
En palabras de la Sentencia del Tribunal Constitucional 322/1993, la tutela judicial efectiva comprende igualmente "el derecho a utilizar los recursos ordinarios y extraordinarios que el ordenamiento prevea en cada caso con los requisitos legalmente establecidos". Eso significa que no existe el derecho a recurrir sino cuando la ley establezca unos recursos, de modo que sería constitucional la inexistencia de recursos. Además, cabe resaltar que se prohíbe la reformatio in peius, esto es, la sentencia de segunda instancia no puede ser más gravosa para el apelante que la sentencia de primera instancia (salvo el caso de que se estime la apelación de la parte contraria o la impugnación que hace esta).

##### Derecho a obtener la ejecución de la sentencia
Necesariamente, la tutela judicial efectiva implica una exigencia de que el fallo judicial se cumpla y que en consecuencia el actor sea repuesto en su derecho y, en su caso, compensado.

##### Prohibición de la indefensión
El artículo 24.1 establece en último lugar que en ningún caso podrá producirse indefensión. Según el Tribunal Constitucional esta exigencia de indefensión implica la salvaguardia a la defensa contradictoria de las partes litigantes, a través de la oportunidad de alegar y probar sus derechos e intereses en un proceso en el que imperen los principios de bilateralidad e igualdad de armas procesales.

#### Naturaleza Jurídica
Se ha discutido entre los jurisconsultos españoles si la tutela judicial efectiva es un auténtico derecho de carácter subjetivo, o si por el contrario ha de ser considerado como un mecanismo de "aplicación y defensa" de otros derechos Fundamentales. Un sector doctrinal, encabezado por Luis Díez-Picazo, afirma que se trata de un auténtico derecho fundamental, que además ha de ser considerado como uno de los más relevantes garantizados por la Constitución española.

### Titularidad
De acuerdo con la jurisprudencia del Tribunal Constitucional, la tutela efectiva de los Jueces y Tribunales comprende a las personas físicas, nacionales o extranjeras, y jurídicas, públicas o privadas.

### Protección y garantías constitucionales
Al ser un derecho reconocido dentro de la Sección 1º del Capítulo II, goza de una serie de mecanismos de garantía previstos en la Constitución, concretamente:
- Son de aplicación directa e inmediata, es decir, no necesitan de su desarrollo normativo para ser directamente invocables (artículo 9.1).
- Es necesario que el desarrollo legislativo se realice mediante una norma con rango de ley (artículo 53.1), que deberá tener el rango de Orgánica, y que en todo caso deberá respetar su contenido esencial (aquel sin el cual el derecho quedaría vacío de contenido).
- Una ley contraria a su contenido puede ser susceptible de un recurso de inconstitucionalidad (Artículo 53.1).
- Los ciudadanos podrán proteger su ejercicio ante los tribunales ordinarios mediante el procedimiento preferente y sumario[11] y ante el Tribunal Constitucional mediante la interposición del recurso de amparo (artículo 53.2).